# Медени месец (музичка група)
Медени месец је српска група коју су основали Муја и Неша 1994. године, желећи да њихов бенд изводи домаће и стране хитове.
Чланови бенда: Муја, Неша, Зека, Дуле, Дејан, Душица...
Први албум су издали 1996. године у издању ЗАМ продукције, на албуму се издвајају хитови Ђаволица и У родни град се враћам, убрзо на почетку промотивне кампање, певачица Нена напушта групу, а на њено место долази Тања. На другом и трећем албуму се издвајају познати хитови Ивана, Које си вере неверо моја, Живот с тобом као бајка, Уз Мораву ветар дува, Питају ме и Мутно небо. После тога освајају многе награде као што су Оскар популарности, Мелко, Златни Мелос, Група године и многе друге.

## Дискографија
- Ђаволица (1996)
- Заљубљене душе (1998)
- Уз Мораву ветар дува (1999)
- Босим ногама бих ватру газио (2000)
- Иду дани (2001)
- Имали смо дом (2003)
- Растанак (2004)
- Алкохол (2006)
- Машта (2009)
- Зачарана кафана (2016)

## Награде
- 1999: Златни мелос
- 1999: трећа награда публике, Моравски бисери
- 1999: група године, Мелко
- 2000: Златни мелос
- 2001: трећа награда публике, Моравски бисери
- 2001: Златни мелос
- 2002: Златни мелос
- 2002: група године, Мелко
- 2003: Златни мелос
- 2004: друга награда публике, Моравски бисери

## Фестивали

### Моравски бисери
- 1999. — Погледај у моје очи
- 2000. — Погледај у моје очи
- 2001. — Када заспи наше мало место
- 2004. — Жене
- 2005. — Боље је да не знаш
- 2008. — Гуча
- 2011. — Празна кућа
- 2012. — Старо друштво
- 2013. — Касно је
- 2015. — Да ли си зажалио
- 2019. — Зрно љубави
- 2021. — Зрно љубави / Уз Мораву ветар дува